# Goggia incognita
Goggia incognita — вид геконоподібних ящірок родини геконових (Gekkonidae). Ендемік Південно-Африканської Республіки. Описаний у 2017 році.

## Поширення і екологія
Goggia incognita мешкають на території Західнокапської провінції, від Кнерсвлакте на північ до Вустера і на південний схід вздовж гір Лангеберг до Ладісміта, а також спостерігалися на території Великого і Малого Кару. Вони живуть в сухих чагарникових заростях, серед каміння і валунів.